# Fort Kent (Maine)
Fort Kent – jednostka osadnicza w Stanach Zjednoczonych, w stanie Maine, w hrabstwie Aroostook.